# Empatogeni-entactogeni

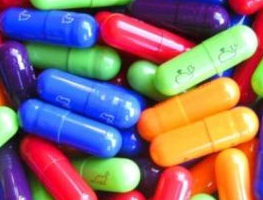
Ecstasy in capsule

Empatogeni-entactogeni, noti anche semplicemente come entactogeni (generatori di contatto interiore) o  empatogeni (generatori di empatia), sono una classe di farmaci e sostanze psicoattive che producono esperienze di aumento della socialità, dell'apertura emotiva - cioè empatia o simpatia -, dell'energia (stimolazione), estasi e riduzione dell'ansia, rientranti nel gruppo chimico delle fenilalchilamine, alcaloidi costituiti da un semplice anello benzenico e del MDMA.
Questa classe di farmaci si distingue dalle classi di allucinogeni o psichedelici, e dalle anfetamine o stimolanti. I principali membri di questa classe includono MDMA, MDA, MDEA, MDOH, MBDB, 6-APB, metilone, mefedrone, αMT e αET, tra gli altri. La maggior parte degli entactogeni sono fenetilammine, anche se diverse, come αMT e αET, sono triptamine. Quando si fa riferimento al MDMA e alle sue controparti, spesso viene utilizzato il termine MDxx (ad eccezione del MDPV). Gli entactogeni a volte sono erroneamente definiti come allucinogeni o stimolanti, anche se molti entactogeni presentano anche proprietà psichedeliche o stimolanti.

## Etimologia
Il termine empatogeni, che significa "generare uno stato di empatia", è stato coniato nel 1983-84 da Ralph Metzner e David E. Nichols per indicare una classe terapeutica di farmaci che comprendono le famiglie del MDMA e di fenetilamine. Nichols ha poi respinto questa terminologia iniziale e ha adottato, invece, il termine entactogeni, che significa "toccare dentro", per indicare questa classe di farmaci, dichiarando preoccupazione per la potenziale associazione improprio del termine empatogeni con connotazioni negative relative alla radice greca πάθος ovvero páthos ("sofferenza").
Inoltre, Nicholas voleva evitare ogni associazione con il termine patogenesi. Nichols pensò che il termine originale fosse limitante, e che non comprendesse gli altri usi terapeutici per i farmaci che vanno oltre l'instillazione di sentimenti empatici. La parola ibrida entactogeni è derivata dalle radici en (in greco: dentro), tactus (in latino: toccare) e -gen (in greco: generare). Nessuno dei termini è dominante nell'utilizzo e, nonostante la loro differenza nella connotazione, essi sono sostanzialmente intercambiabili, poiché si riferiscono proprio agli stessi prodotti chimici.

## Usi terapeutici
Alcuni composti empatogeni-entactogeni sono oggetto di studio come farmaco per curare psicopatologie e disturbi dell'umore. Nel 2013 uno studio ha mostrato che l'MDMA dà buoni risultati nella cura dell'acufene. Le ricerche di neuroimaging funzionale e gli esperimenti sulle reazioni alla paura nei modelli animali stanno gettando nuova luce sui meccanismi neuronali di funzionamento alla base dei processi psicologici. Una delle ricerche più promettenti riguarda l'uso dell'MDMA nella psicoterapia per curare il disturbo da stress post-traumatico. Uno studio riporta che l'83% dei soggetti trattati con MDMA riporta una netta riduzione dei sintomi rispetto al gruppo di controllo (placebo) fino a 2 mesi dopo la somministrazione. In un altro studio i cui soggetti non rispondevano a nessun altro trattamento convenzionale si incontrarono miglioramenti della condizione e riduzione dei sintomi che durarono fino a 12 mesi dopo l'assunzione. In USA è prevista la legalizzazione nella psicoterapia assistita per il 2021.

## Principali empatogeni-entactogeni
- MDMA
- MDA
- 2C-B
- 2C-E
- 2C-I
- 2C-T-7
- 2C-T-2

- DOB
- DOC
- DOM (STP)
- GHB